# Calathea bellula
Calathea bellula là một loài thực vật có hoa trong họ Marantaceae. Loài này được Linden mô tả khoa học đầu tiên năm 1872.